# Гриффин, Уолтер Бёрли
Уолтер Бёрли Гриффин (англ. Walter Burley Griffin, 24 ноября 1876 — 11 февраля 1937) — американский архитектор и дизайнер, больше всего известный как автор проекта столицы Австралии Канберры. Большую часть жизни Гриффин работал в сотрудничестве со своей женой Мэрион Махони Гриффин.

## Биография

### Молодость
Гриффин родился 24 ноября 1876 года в пригороде Чикаго Мейвуде в семье страхового агента Джорджа Уолтера Гриффина. Гриффина с детства привлекал ландшафтный дизайн. Он окончил школу в Оук-Парке, куда переехала его семья, и поступил в университет Иллинойса в Урбане-Шампэйн на архитектурный факультет. В 1899 году Гриффин получил степень бакалавра и переехал в Чикаго. Там он два года работал чертёжником в группе чикагских архитекторов, близких к «Школе прерий» (Prairie School). Молодой Гриффин преклонялся перед Луисом Генри Салливеном и его концепцией органической архитектуры.
В июле 1901 года Гриффин успешно сдал экзамен на право заниматься архитектурной деятельностью в Иллинойсе. Он был принят в фирму Фрэнка Ллойда Райта в Оук-Парке, параллельно с разрешения Райта разрабатывая собственные проекты. Первым заказом Гриффина стал дом друга семьи Гриффинов по фамилии Эмери в Элмхёрсте (Иллинойс). Тогда же Гриффин сделал предложение сестре Райта Мэжинел, но получил отказ.

### Карьера в США
В конце 1905 года отношения Гриффина и Райта испортились и Гриффин ушёл из студии и обосновался в Чикаго, работая над частными заказами. В 1909 году Райт уехал в Европу, оставив руководство своей студией Герману фон Хольсту. Фон Хольст нанял Гриффина для разработки ландшафтного дизайна для нескольких домов на Милликин-Плейс в городе Декейтер (Иллинойс). Во время работы над этим заказом Гриффин познакомился с сотрудницей студии Райта талантливым архитектором Мэрион Махони, которая была на пять лет старше его. Через два года они поженились. В дальнейшем над всеми проектами они работали вместе. Одной из самых крупных работ того периода было создание нескольких частных домов и ландшафта в районе Рок Крест Рок Глен в городке Мейсон-Сити в Айове. В начале XX века в Мейсон Сити работали многие архитекторы «Школы прерий», так что сейчас городок является крупнейшим собранием построек этого стиля в естественном ландшафте. Всего до 1914 года Гриффин спроектировал около 130 домов и ландшафтов.

### Карьера в Австралии
Вскоре после свадьбы супруги Гриффин подали заявку на участие в конкурсе на создание планировки будущей столицы Австралии — города Канберра. 23 мая 1912 года проект Гриффинов был выбран из 137 заявок. Гриффин был назначен Управляющим по дизайну и строительству федеральной столицы (Federal Capital Director of Design and Construction). Он пробыл в этой должности шесть лет, постоянно испытывая сопротивление со стороны местных чиновников, которые вносили изменения в его проекты, и нехватку средств. В конце 1920 года Гриффин подал в отставку и более не принимал участие в строительстве города.
Гонорары за проект Канберры позволили Гриффину открыть архитектурную фирму в Мельбурне. В 1924 году он переехал из Мельбурна в спроектированный при его участии пригород Сиднея Кэслкрэг (Castlecrag) и провёл там следующие десять лет. В последние годы жизни Уолтер и Мэрион увлекались мистицизмом, теософией и антропософией.

### Карьера в Индии
В 1935 году Гриффин переехал в Индию: Гриффин получил заказ на здание библиотеки университета в Лакхнау. Проект не был реализован, но Гриффин полюбил Индию и остался там, тем более что в Индии он получал достаточно много заказов. В апреле 1936 года к нему переехала и Мэрион.
Уолтер Бёрли Гриффин умер от перитонита 11 февраля 1937 года в больнице Лакхнау через пять дней после операции. Он был похоронен на местном христианском кладбище. Мэрион завершила строительство штаб-квартиры издательства Pioneer Press, над которым Гриффин работал перед смертью, а затем вернулась в Австралию.

### Биографии
- Биография на сайте Walter Burley Griffin Society Incorporated
- Биография на сайте Public Broadcasting Service
- Биография в Австралийском биографическом словаре